# Schochenspitze
Die Schochenspitze ist ein 2069 Meter hoher Berg in den Allgäuer Alpen, der sich in Österreich erhebt.

## Lage und Umgebung
Die Schochenspitze liegt im österreichischen Bundesland Tirol und auf dem Gemeindegebiet von Tannheim.
Der Gipfel der Schochenspitze ragt östlich des Traualpsees (1630 m) und zwischen der Sulzspitze (2084 m) im Nordosten sowie der Lachenspitze (2126 m) im Südwesten empor. Getrennt wird sie von diesen beiden Bergen durch die Gappenfeldscharte (1860 m) und das Östliche Lachenjoch (1915 m). Letzteres geht zur Lachenspitze über und ist Referenzpunkt für die Schartenhöhe von 154 Metern. Auch die Dominanz wird von der Lachenspitze bestimmt und beträgt 1,3 Kilometer. Nach Osten hin liegt das hinterste Tal des Weißenbachs mit dem Gappenfelder Notländ zwischen Schochenspitze und Leilachspitze (2274 m).
Von der Schochenspitze zieht ein Rücken nach Norden, der die kleine Erhebung der Blässe (1961 m) trägt, bevor die Flanken zum Vilsalpsee (1165 m) hinabziehen. Dieser Nebengipfel ist unbedeutend, er wird allerdings aus dem Tal um den Vilsalpsee wahrgenommen, da der Hauptgipfel verdeckt ist.

## Geologie
Im Gipfelbereich besteht die Schochenspitze aus Aptychenkalk der Malm-Zeit mit eingelagerten Raibler Schichten. Darunter lagern Schichten von Lias-Fleckenmergeln und Radiolarit. Die Aptychenschichten sind ein kalkig-mergeliges Gestein. Sie sind hauptsächlich aus Coccolithen aufgebaut und haben als Leitfossilien Aptychen.

## Namensherkunft
Erstmals erwähnt wird ein Schochen im Jagdbuch des Kaisers Maximilian im Jahr 1500. 1557 erfolgt die Erwähnung bei einer Grenzbeschreibung mit Sulzspitze, so neben dem Schochen. „Schochen“ ist die mittelalterliche Bezeichnung eines kegelförmig aufgebauten Heuhaufens, der zur Trocknung des Heus über Nacht aufgeschichtet wurde.

## Besteigung
Der Normalweg auf die Schochenspitze führt vom Vilsalpsee auf Weg 425 hinauf zur Landsberger Hütte (1810 m) und von dort auf Weg 421 nach Nordosten ins Östliche Lachenjoch und zum Gipfel. Ein alternativer Normalweg ist der Aufstieg vom Neunerköpfle. Dieses kann mit einer Seilbahn erreicht werden. Von dort verläuft ein Höhenweg zur Strindenscharte (1870 m) und auf dem Saalfelder Höhenweg unter der Sulzspitze zur Gappenfeldscharte und weiter bis zum Gipfel. Ein längerer Zustieg ist auch von Rauth durch das Weißenbach-Tal hinauf zum Gappenfelder Notländ möglich.
Daneben existieren weglose und nicht markierte Besteigungsmöglichkeiten, bei denen teilweise auch geklettert werden muss. Der direkte Aufstieg vom Traualpsee hat die Schwierigkeit III. Die Kletterei über den Nordgrat bewegt sich im IV. Grad.
Im Winter ist die Schochenspitze ein Skitourenziel, das von der Landsberger Hütte und von der Sulzspitze her begangen wird.

## Bilder

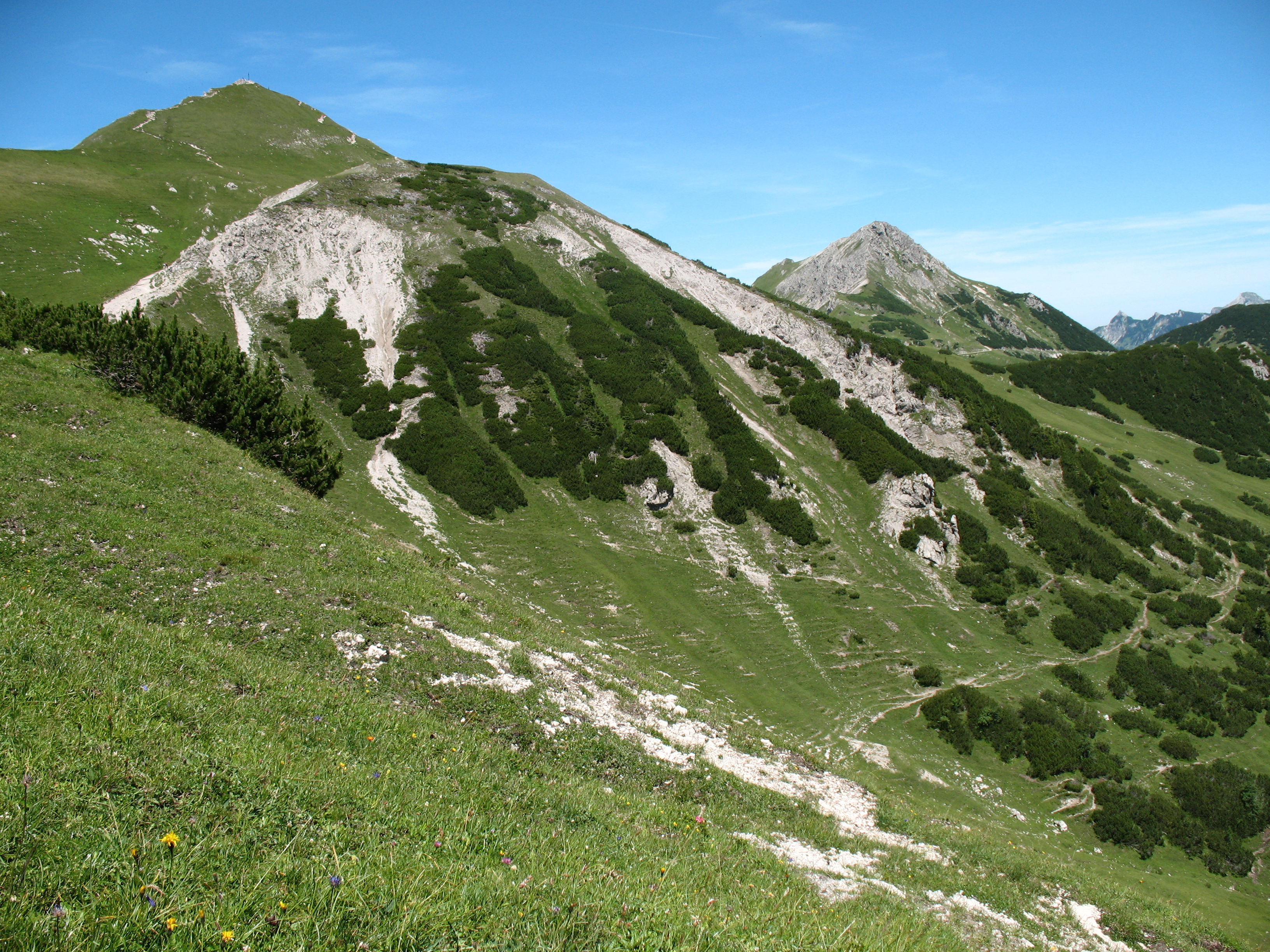
Über dem Gappenfelder Notländ
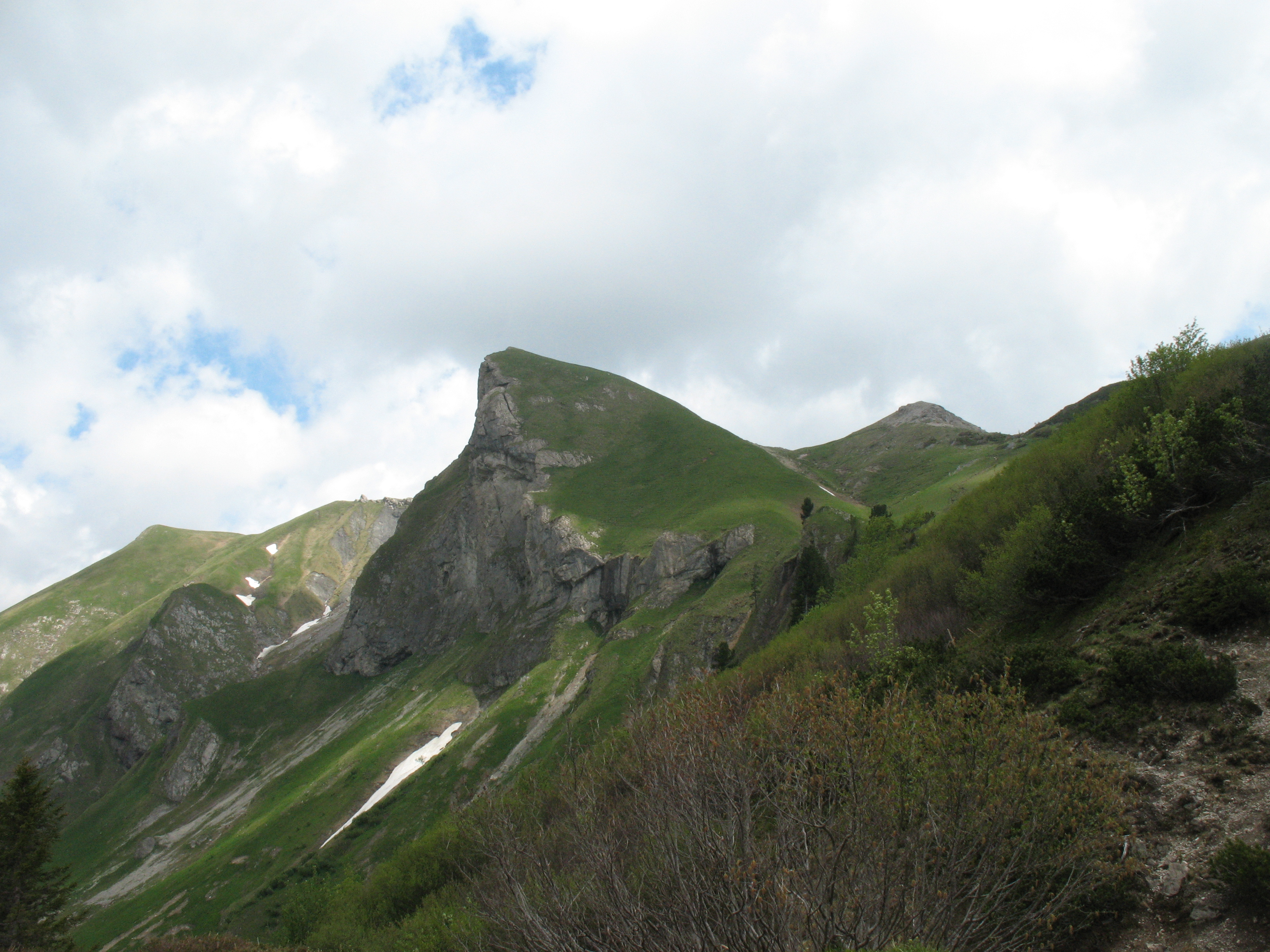
Aus Südwesten
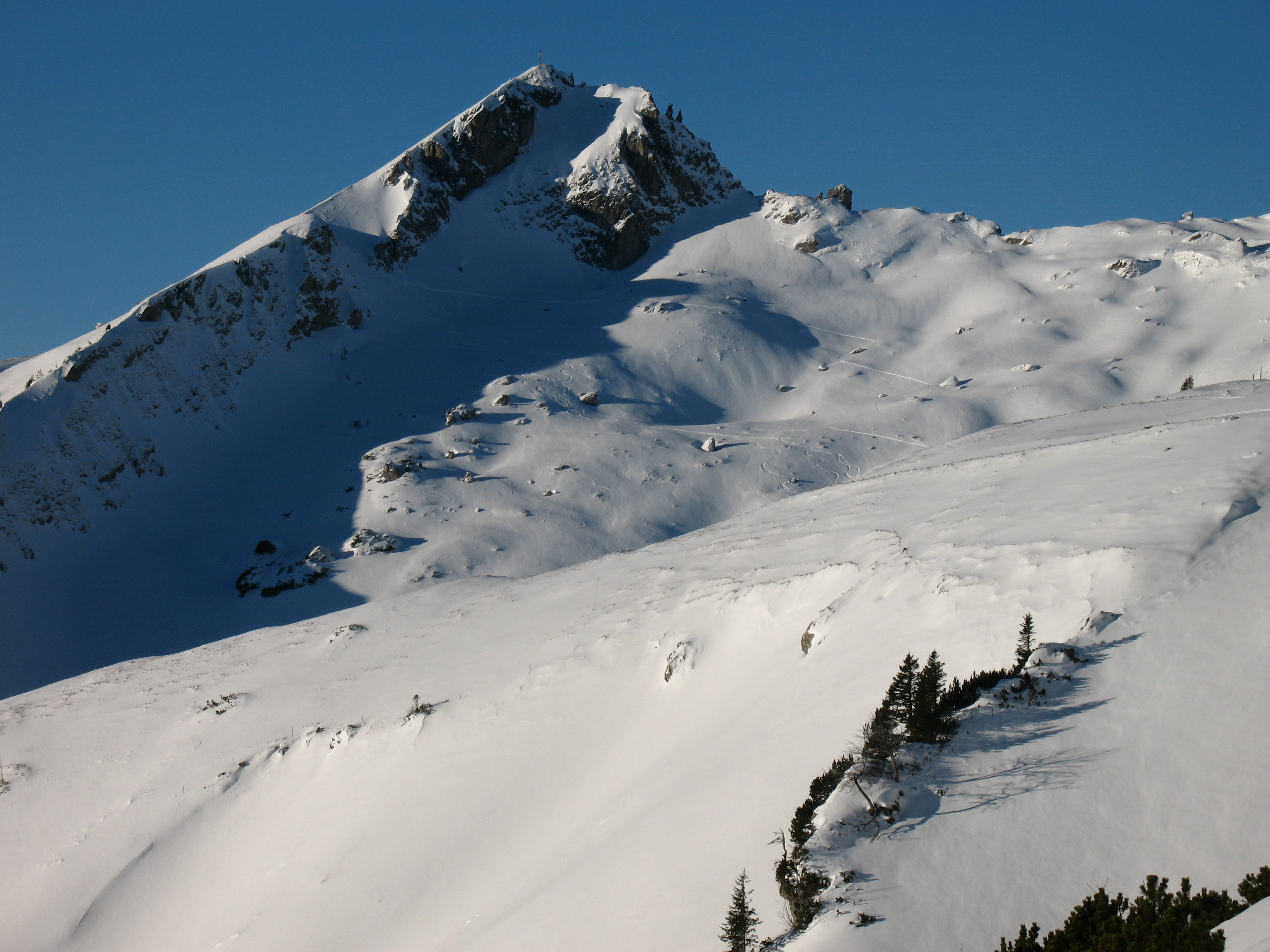
Aus Nordosten
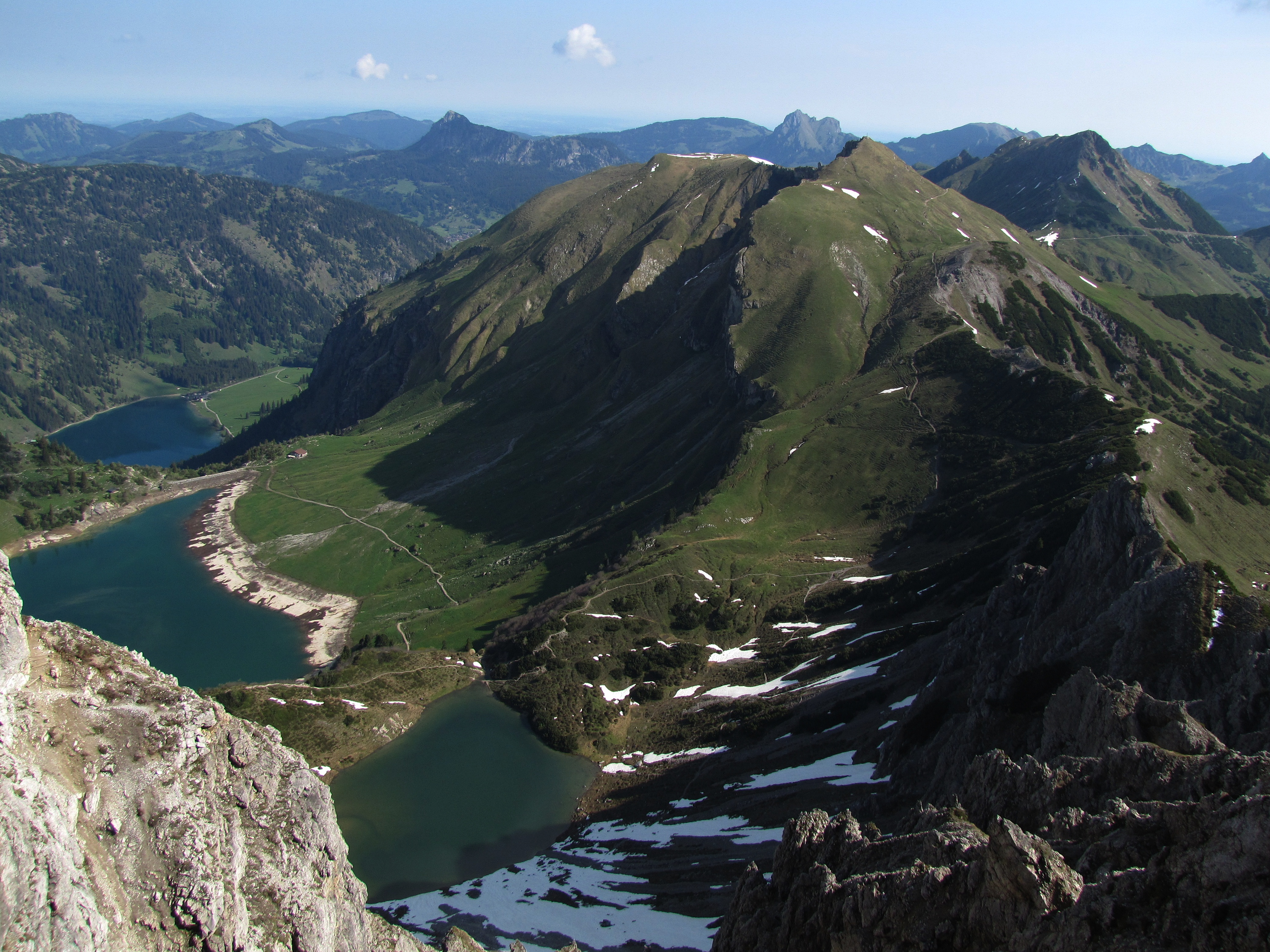
Südansicht